# Балсјеж
Балсјеж (фр. Balsièges) је насељено место у Француској у региону Лангдок-Русијон, у департману Лозер.
По подацима из 2011. године у општини је живело 524 становника, а густина насељености је износила 15,94 становника/km².

## Демографија
| 1962. | 1968. | 1975. | 1982. | 1990. | 2011. |
| ----- | ----- | ----- | ----- | ----- | ----- |
| 328   | 365   | 352   | 313   | 428   | 524   |